# Algériens de Nouvelle-Calédonie
Les Algériens de Nouvelle-Calédonie sont des hommes originaires d'Algérie, pour une minorité d'entre eux des Tunisiens et des Marocains, qui ont été déportés par la France en Nouvelle-Calédonie entre 1864 et 1921. La majorité d'entre eux était constituée de prisonniers de droit commun envoyés dans des colonies pour purger leur peine. Environ 350 d'entre eux étaient des prisonniers politiques déportés et d'autres des relégués, c'est-à-dire des récidivistes.

## Insurrections en Algérie
Les archives de la commune de Bourail dénombrent un total de 1 822 déportés, condamnés de droit commun dont une partie importante sont des condamnés pour des actes de rébellion réprimés par le Code de l'indigénat ou pour leur participation aux insurrections successives connues par l'Algérie lorsqu'elle a été conquise par la France.
Les plus célèbres sont les déportés qui ont participé aux insurrections de 1870 et 1871 en Algérie, qui ont débuté à Souk Ahras et qui se sont propagées à Bordj Bou Arreridj, et ont ainsi fini par la révolte des Mokrani en Kabylie. Cette révolte mena à la déportation de tous les instigateurs du soulèvement, notamment les familles Rezgui et Mokrani.

## Les procès et l'errance pénitentiaire
Le procès des 212 accusés de la révolte des Mokrani, arrêtés en 1871, parmi lesquels figuraient 74 notables (caïds et cheikhs), a lieu à Constantine en mai 1873. La plupart est condamnée et envoyée dans les prisons de France métropolitaine, d'abord à Château-d’Oléron ou à Saint-Martin-de-Ré, puis ces dépôts devant fermer, ils sont transférés au fort de Quélern (près de Brest). Vingt-neuf d'entre eux sont laissés à Oran, ce qui embarrasse le gouverneur d'Algérie qui envisage un temps de les envoyer aux îles Marquises. Ils sont finalement envoyés au fort de Quélern, en passant par Marseille. Un autre groupe partage à Thouars la peine des communards.
Ceux qui avaient participé aux combats de Souk Ahras sont jugés devant la cour d'assises de Bône (Annaba) en janvier 1872. Puis, en janvier 1873, sont jugés à Alger ceux des combats de ce qui allait s'appeler Lakhdaria (« Palestro »). Comparurent devant des conseils de guerre à Constantine en octobre 1871 ceux qui ont participé aux combats de Bordj Bou Arreridj et à Alger en juillet 1872 pour ceux de Larbaâ Nath Irathen (« Fort National »). C'est le cas pour Boumezrag El Mokrani.
En plus de la complexité des navettes interministérielles, la confusion vient du fait qu'en principe, les transportés doivent rejoindre la Guyane, tandis que les déportés vont jusqu'en Nouvelle-Calédonie.

## Transport des condamnés
Les déportés algériens étaient exclus des lois de 1870, 1872 et 1873 qui permettaient aux déportés d’être accompagnés par leurs femmes. Ainsi, séparés de leurs femmes par la force, certains épousèrent des communardes et d'autres épousèrent des Canaques.
Avant leur départ, tous les prisonniers recevaient un numéro de matricule. Trois itinéraires ont été empruntés : par le cap de Bonne-Espérance, par le cap Horn et par le canal de Suez avec des escales pour le ravitaillement en produits frais et surtout en eau douce.
Les voyages se faisaient à bord de voiliers: des clippers équipés de machines à vapeur, spécialement aménagés pour le transport de prisonniers. Ils ont parcouru 16 700 milles nautiques soit 30 928 kilomètres. Ces voyages duraient entre 140 et 150 jours. Les prisonniers dormaient sur des lits de camp escamotables ; ils étaient une soixantaine regroupés dans des cages. Pour leur nourriture, ils recevaient 800 grammes de pain, 2 fois par jour une soupe aux haricots, le mercredi et le dimanche de la viande, le vendredi du poisson ou du fromage.
Certains se laissaient mourir de faim. Les transports de prisonniers étaient classés en trois catégories :
- Transportation (forçats) : 18 convois, 1 822 hommes de 1864 à 1897
- Déportation (politiques) : 11 convois, 180 hommes de 1874 à 1921
- Relégations (récidivistes) : 14 convois, 164 hommes de 1888 à 1897

Soit au total 42 convois avec 2 166 hommes, une soixantaine décédèrent au cours du voyage ou à l'arrivée.
| Navires                | Dates arrivée | Nombres d'hommes |
| ---------------------- | ------------- | ---------------- |
| Iphigénie              | 09/05/1864    | 1                |
| Sibylle                | 23/09/1867    | 118              |
| Fleurus                | 11/02/1868    | 96               |
| Néréïde                | 04/05/1868    | 38               |
| Fontenoy               | 01/08/1885    | 1                |
| Ville de-Saint-Nazaire | 12/11/1889    | 144              |
| Calédonien             | 27/09/1890    | 160              |
| Calédonie              | 07/05/1891    | 130              |
| Calédonie              | 19/12/1891    | 84               |
| Calédonie              | 25/07/1892    | 98               |
| Calédonie              | 19/02/1893    | 111              |
| Calédonie              | 29/09/1893    | 137              |
| Calédonie              | 02/05/1894    | 123              |
| Calédonie              | 17/12/1894    | 164              |
| Calédonie              | 08/08/1895    | 122              |
| Calédonie              | 07/04/1896    | 127              |
| Calédonie              | 25/02/1897    | 168              |

| Navires    | Date arrivée | Nombres d'hommes |
| ---------- | ------------ | ---------------- |
| Loire      | 16/10/1874   | 34               |
| Calvados   |              |                  |
| Navarin    | 24/01/1878   | 67               |
| Navarin    | 30/10/1881   | 2                |
| Loire      | 26/03/1882   | 6                |
| Fontenoy   | 13/09/1882   | 4                |
| Tage       | 15/02/1883   | 2                |
| Navarin    | 28/06/1883   | 1                |
| Loire      | 24/11/1883   | 1                |
| El Kantara | 05-05-1920   | 2                |
| El Kantara | 07-09-1921   | 2                |

| Navires                | Dates arrivée | Nombres d'hommes |
| ---------------------- | ------------- | ---------------- |
| Magellan               | 04/03/1888    | 6                |
| Calédonien             | 04/01/1889    | 6                |
| Magellan               | 05/08/1889    | 1                |
| Ville de Saint-Nazaire | 04/01/1891    | 10               |
| Calédonie              | 07/05/1891    | 9                |
| Calédonie              | 20/12/1891    | 12               |
| Calédonie              | 25/07/1892    | 9                |
| Calédonie              | 19/02/1893    | 21               |
| Calédonie              | 29/09/1893    | 13               |
| Calédonie              | 02/05/1894    | 14               |
| Calédonie              | 17/12/1894    | 11               |
| Calédonie              | 08/08/1895    | 11               |
| Calédonie              | 07/04/1896    | 18               |
| Calédonie              | 25/02/1897    | 23               |

## La vie en Nouvelle-Calédonie
Il existe peu de documents sur les Algériens envoyés en Nouvelle-Calédonie, hormis les documents militaires et de l'administration pénitentiaire, et les témoignages des anciens communards déportés avec eux. Alors que les communards ont pu bénéficier d'une amnistie en 1880, les Algériens du Pacifique restent exilés à des milliers de kilomètres de leur terre malgré les campagnes de sensibilisation de l'opinion française auxquelles participent les communards de retour à Paris. Cette amnistie intervient le 1er février 1895, toutefois ils demeurent assignés à résidence. Ils ne sont autorisés à rentrer en Algérie qu'en 1904.
Deux types de peines différentes sont appliquées aux Algériens : le séjour en enceinte fortifiée dans la presqu'île Ducos à Nouméa et la déportation simple à l'île des Pins (dans la 5e commune appelée « camp des arabes »), mesure touchant la plupart d'entre eux. Le Camp Brun a abrité les récidivistes ou « transportés » jugés dangereux. Y sont condamnés les insurgés de 1 882 membres de la confrérie Rahmania (insurrection dite des Ouled Sidi Cheikh).
Les Algériens participent à la colonisation et au défrichement des nouvelles terres ou au travail dans les mines de cobalt et d'étain, la construction des routes, et aussi dans l'agriculture et l'horticulture. Ils logent dans des baraquements et disposent d'une salle commune destinée aux prières. Les contacts entre Français et Algériens sont interdits, de même qu'il est interdit à ces derniers de donner des prénoms arabo-musulmans à leurs enfants.
Les déportés Algériens sont à l'origine de l'introduction du palmier dattier en Nouvelle-Calédonie, certains avaient emporté avec eux des noyaux qu'ils ont semés à leur arrivée.

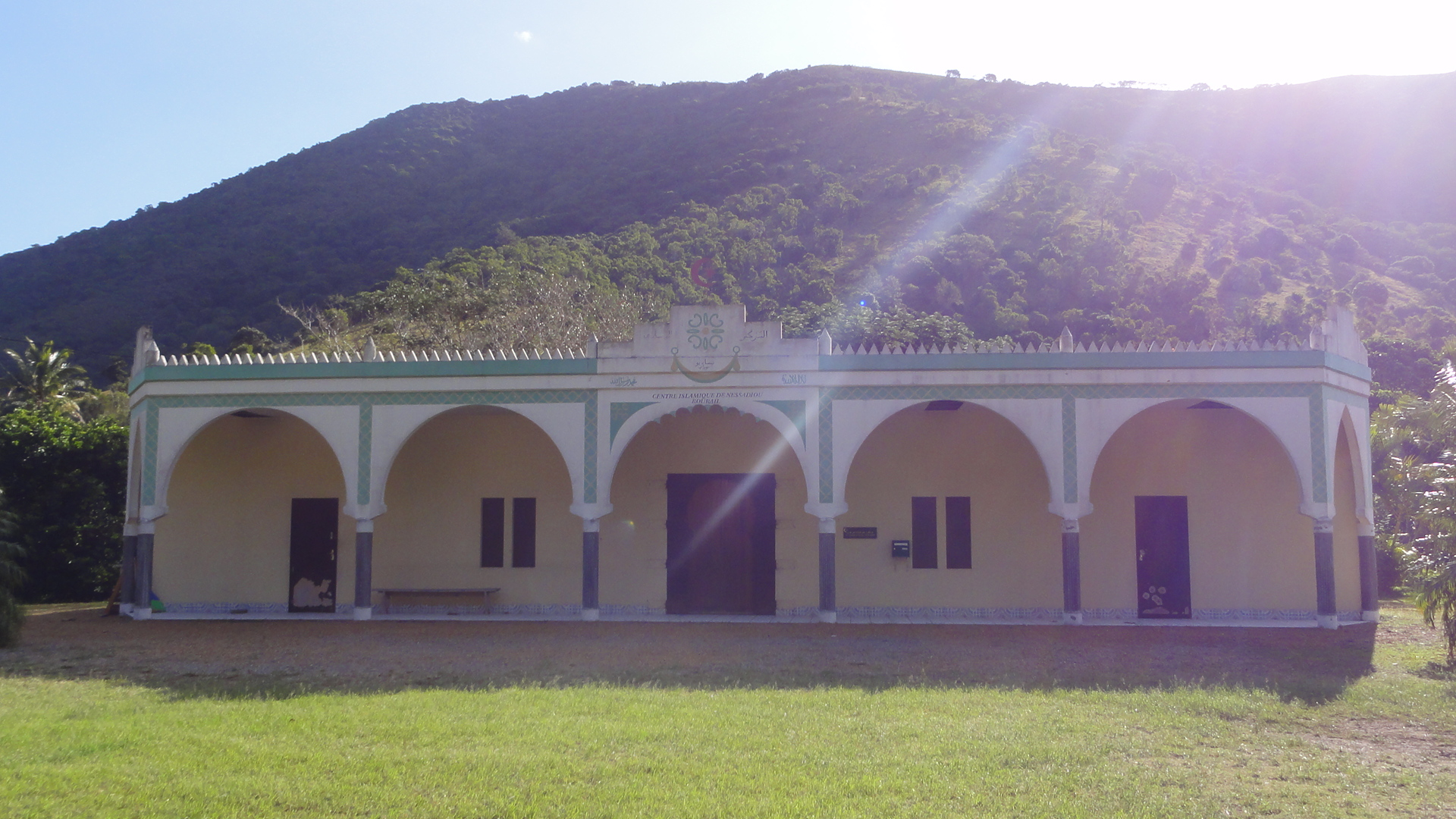
Centre culturel des Arabes de Nessadiou, à Bourail

Une fois libérés, les plus « méritants » des déportés et transportés se voient octroyer des concessions de terres de quatre à cinq hectares qu'ils pouvaient cultiver. Ils se regroupent dans les vallées fertiles de Boghen et de Nessadiou appelée aussi « vallée des arabes ». En 1895, on comptait à Bourail quarante-et-un cultivateurs algériens. Le premier Algérien à y bénéficier d'une concession est Isa Khamenza. Miloud Ben Abdellah, originaire d'Aïn Tedeles et libéré le 9 juin 1877, bénéficie d'une concession à Nessadiou et est le premier de tous les concessionnaires à avoir entrepris la culture du café.
En 1878, Ataï dirige une importante insurrection des Canaques qui luttent contre la spoliation de leurs terres. Une quarantaine d'Algériens commandés par Boumezrag El Mokrani participèrent à la répression. Deux cents Canaques sont tués. « Caledoun » est la transcription de la façon dont les anciens Arabes prononçaient « Calédonie » avec leur accent.

## L'amnistie, les grâces et les évasions
Les lois d’amnistie du 3 mars 1879 (loi d'amnistie partielle) et du 11 juillet 1880, devaient concerner tous les déportés, dans les faits, elles ne furent appliquées qu'aux communards mais pas aux Algériens. Pourtant la loi de 1879 dispose : « L'amnistie est accordée à tous les condamnés pour faits relatifs aux insurrections de 1871 et à tous les condamnés pour crimes et délits relatifs à des faits politiques».
Après leur libération, des communards dont Louise Michel, Henri Rochefort et Jean Allemane ont milité pour l'application des lois d'amnistie et la dénonciation des conditions de détention des déportés algériens. Ce n'est qu'en 1887 que l'amnistie est enfin reconnue et la résidence obligatoire levée. Toutefois Boumezrag El Mokrani, gracié « sur place » dès 1878, n'en bénéficie qu'en 1903,.
Quelques Algériens seront graciés à titre individuel pour services rendus, comme ce fut le cas pour certains de ceux qui participèrent à la répression de la révolte des Canaques. Mais la décision du retour en Algérie dépendait de l'avis émis par le gouverneur d'Algérie
.
Parmi les graciés à la suite de la révolte des Canaques, 18 s'évaderont. Certains furent capturés en Algérie puis renvoyés en Nouvelle-Calédonie dont Si Raham Ben Mohamed Ou El Hadj, Ali Ou Saïd et Amar Ben El Ouenoughi. Quant à Mohamed Ben Belkassem évadé lui aussi, il sera relaxé le 8 juillet 1888.
L'évasion la plus célèbre est celle d'Aziz Ben cheikh Al Haddad en 1881. Il parvient à s'enfuir de l'île des Pins, de rejoindre à bord de petites embarcations la Nouvelle-Zélande, puis Sydney en Australie, et enfin le Hedjaz en Arabie saoudite.

## Les descendants de déportés et de transportés
On estime à quelque 15 000 les descendants des déportés et des transportés qui continuent à vivre en Nouvelle-Calédonie. Parmi ceux-ci figurent les descendants de ces Algériens exilés à la « Nouvelle ». Ils utilisent le terme de « Vieux-Arabes » en parlant de leurs ancêtres. Près de 10 000 familles ont retrouvé leurs racines[C'est-à-dire ?][réf. nécessaire]. Beaucoup des descendants d'Arabo-berbères peinent à remonter jusqu'à leurs origines en raison de la pratique de l'administration coloniale consistant à altérer les noms des déportés et des transportés. Souvent, ceux-ci ne savaient ni lire ni écrire. Les noms et prénoms étaient donc inversés, c'était une orthographe aléatoire. Il existe trois associations regroupant des descendants de déportés : l'Association des Arabes et des amis des Arabes de Nouvelle-Calédonie créée en 1969, l'Association des Descendants d'Algériens et des Maghrébins de Nouvelle-Calédonie (ADAM.NC), l’Association des musulmans de Nouvelle-Calédonie créée en 1975 regroupe des descendants d'Arabo-berbères ainsi que des Indonésiens de Nouvelle-Calédonie venus sur l'île dans le cadre du travail engagé.
Le descendant le plus connu de cette diaspora est Jean-Pierre Aïfa prénommé aussi Taïeb, né le 31 octobre 1938, surnommé « le calife ». Il est un descendant de déportés originaires d'El Eulma. Il a été maire de Bourail de 1977 à 2001 puis de 2008 à 2014 ; il a également été président de l'Assemblée territoriale de Nouvelle-Calédonie à plusieurs reprises. Il a aussi été président de l'Association des Arabes et amis des Arabes de Nouvelle-Calédonie. Il faut aussi citer Christophe Sand, chercheur spécialiste de l'archéologie calédonienne, et Mélica Ouennoughi, docteur en anthropologie historique. Témoignage de la présence algérienne en Nouvelle-Calédonie, le cimetière des Arabes de Nessadiou dans le quartier détaché de Nessadiou, longtemps surnommé la « petite Afrique », au sud du territoire communal de Bourail.

## Hommages
La chanson El Menfi (l'exilé) devenue célèbre et reprise en Algérie par entre autres Akli Yahyaten, Rachid Taha (en solo dans son album Diwân) ainsi qu'en trio avec Cheb Khaled et Faudel (dans l'album 1,2,3 Soleil) a été composée par l'un d'eux, elle était chantée, accompagnée d'une flûte (Gasba) fabriquée avec du bois de sagaie.
Début 1986, le ministère des Affaires Religieuses d'Algérie, invite une douzaine de descendants algériens en Algérie. En 2005, c'est le ministère des Moudjahidines (anciens combattants de la guerre de libération) qui organise une autre visite. D'autres suivront, la dernière en date a lieu en novembre 2011.